# Ilozoismo
Il termine ilozoismo (composto dal greco antico: ὕλη?, hýlē, "materia" e ζωή, zoé, "vita") riguarda la dottrina che concepisce la materia come una forza dinamica vivente che ha in se stessa animazione, movimento e sensibilità senza alcun intervento di principi motori esterni.
Nella filosofia antica il termine appare affine a quello di «ilopsichismo» (da ὕλη "materia" e ψυχή "anima") e di «panpsichismo» (da πᾶν "tutto" e ψυχή "anima") che denotano però anche l'attribuzione della coscienza, e non solo della vita, alla materia: il concetto di vita (bios) infatti per i Greci coincideva con quello di psyché (anima) intesa quale sede delle emozioni, come appare nel primo ilozoista Talete che concepisce l'universo come "animato" (ἔμψυχος).

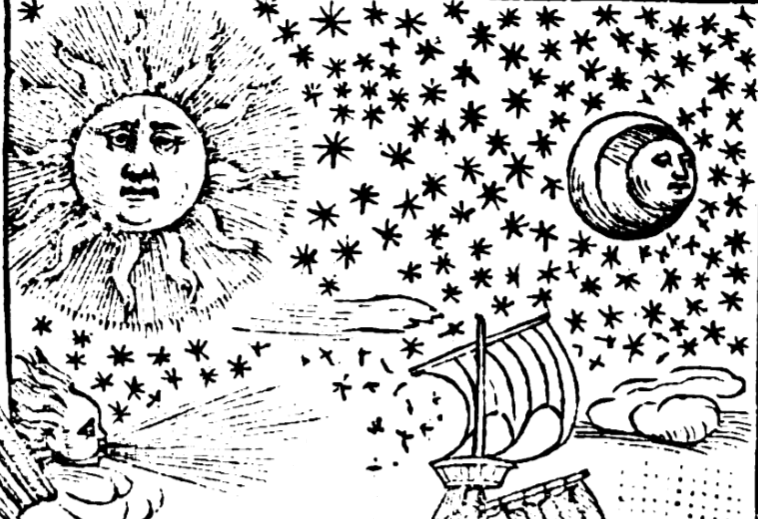
Illustrazione rinascimentale di Sole, Luna e vento come esseri viventi.

## Storia del termine
Il termine fu coniato dal filosofo inglese di impostazione platonica Ralph Cudworth (1617-1688) che lo riferì al pensiero materialista di Stratone di Lampsaco e di Spinoza.
Il termine fu usato anche da Kant, a proposito del giudizio teleologico, che lo intese come la dottrina che «fonda i fini della natura sull'analogo di una facoltà che agisce con intenzione, la vita della materia» 
Questa dottrina filosofica è presente nei filosofi presocratici, per i quali la sostanza primordiale è materiale e vivente, e negli stoici che teorizzano l'esistenza di un fuoco originario come principio animatore dell'universo.
All'ilozoismo possono riportarsi i filosofi della natura rinascimentali quali Bernardino Telesio, Giordano Bruno e Tommaso Campanella, che ritengono l'universo e tutti gli esseri come vitalizzati da una comune Anima del mondo.
Nel XIX secolo l'ilozoismo ricomparve in alcuni autori materialisti che ritenevano animati gli atomi e l'etere, oltre che nell'ambito della cosiddetta psicosofia steineriana e teosofica.